# わっきゃい
わっきゃい（1998年8月3日 - ）は、日本のお笑い芸人。京都大学法学部中退。キャップ投げの考案者。本名は日野 湧也（ひの わくや）。サンミュージックプロダクション所属。

## 沿革
神奈川県生まれだが、父親の仕事の都合でアメリカのロサンゼルスに1歳で渡米し、現地で育つ。そのために母語は英語だと言われることもあるが、日本語も不自由なく使うことができる。育った地域は差別もなく自由でおおらかな雰囲気だったため、特に気になる点はなかったという。また、熱心に取り組む者は尊重される校風の高校で育ち、好きなことはのびのびと取り組めたと明かしている。
幼少期より極真空手の世界チャンピオン八巻建弐の指導のもと空手の英才教育を受けており、選手として活躍。胴回し回転蹴りや上段変則回し蹴りなどを軸に派手な展開を好み、全米大山空手ファイターズカップでは2度の準優勝、第10回琉球館フルコンタクト空手全米オープンでは優勝するなど将来を有望視されていた。高校時代はサッカー部に所属しており、他にはフィギュアスケートや体操など、様々なスポーツを経験している。
現地ロサンゼルスのミドルスクールに通っていた12歳のときにキャップ投げに目覚めた。アメリカでの生活の中、1日5-6時間練習し、多数の球種の習得を目指した。2016年にはキャップ投げの様子を初めてYouTubeに投稿。京都大学法学部に合格し、日本へ移住した2017年の春、入学式の後にキャップ投げ倶楽部の設立を宣言し、5人とともに活動を開始した。その後各大学にキャップ投げチームが誕生し、室内スポーツとして毎年全国大会が行われるなど大きく発展している。現在は日本キャップ野球協会の名誉会長を務める。
YouTubeでは、｢ぼくの日常のニュース｣や｢mp4シリーズ」などの動画を投稿している。2018年6月から投稿している「ぼくの日常のニュース」は、自身がアナウンサーとなってその月の日常のできごとをニュース番組風に伝えるという形式で行っており、著名人からの評価も高い。本人によれば、この企画は小学校で課された絵日記の課題で先生をいじったり、話にオチをつけて笑わせたりしていたことの延長のようなものだという。また、地上波でネタを披露する際はゲストの日常をネタにする構成となっている。
R-1グランプリ2022に出場し、東京予選2183人中唯一となるアマチュアでの準々決勝進出となった。
大会後、2022年2月より本格的にお笑い芸人に転身。同年5月1日にサンミュージックプロダクションよりデビュー。2022年8月6日には自身初の単独ネタライブ「THE単独」を開催。即日完売となった。UNDER5 AWARD2024・2025では準決勝に進出。

## 人物・その他
- ネタのスタイルは主に漫談、コント
- なるべく競争は避けたい性格[23]。
- 2023年11月4日に日本初の産金地、宮城県涌谷町の黄金大使に任命された
- 行列のできる法律相談所にて、俳優の吉沢亮が「最近はまっているもの」としてわっきゃいを挙げている[24]。
- 女優の上白石萌歌がお芝居の参考にしている人としてわっきゃいを挙げている[25]。
- キャップ投げのフォームは涌井秀章を参考にした。カーブやフォーク、スライダーといった11球種を使いこなす[1]。
- 「キャップ投げの全国大会を開くこと」「野球の始球式でキャップを投げること」をキャップ投げの目標として挙げている[17]。
- 月に一回制作する「どうでもいい日常のニュース」は、一日で完成させており、制作時間は10時間程度[23]。
- 学生時代にアマチュアお笑いコンビ「かますねいちゃ!」を組んでM-1グランプリ2021に出場し、2回戦進出を果たした[26]。

## 出演

### バラエティ番組
- 大阪ほんわかテレビ（2016年9月23日、読売テレビ）
- 月曜から夜ふかし（2016年11月8日・2018年1月15日・2019年9月9日、日本テレビ）
- 特捜警察ジャンポリス（2017年1月20日、テレビ東京）
- メッセンジャーの○○は大丈夫なのか?（2017年8月3日・2017年9月7日、MBSテレビ）
- マヨなか笑人（2017年12月15日、読売テレビ）
- 笑神様は突然に…（2018年1月1日、日本テレビ）
- 関ジャニ∞のジャニ勉（2018年1月10日、関西テレビ）
- 桃色つるべ〜お次の方どうぞ〜（2018年2月23日、関西テレビ）
- アオハル(青春)TV（2018年4月27日、フジテレビ）
- キミスタ（2018年5月2日、テレビ東京）
- ちちんぷいぷい（2018年5月22日、MBSテレビ）
- #部活ONE!（2018年6月26日、朝日放送テレビ）
- なかい君の学スイッチ（2018年9月10日、TBSテレビ）
- ごきげんライフスタイル よ〜いドン!（2018年9月13日、関西テレビ）
- ウチのガヤがすみません!（2018年10月16日・11月13日・12月18日・2019年8月20日、日本テレビ）
- 林先生の初耳学（2018年10月28日、MBSテレビ）
- 世界まる見え!テレビ特捜部（2018年10月29日、日本テレビ）
- 炎の体育会TV（2018年12月1日・2019年1月5日、TBSテレビ）
- 天才てれびくんYOU（2018年12月17日、NHK Eテレ）
- 行列のできる法律相談所（2020年3月8日、日本テレビ）
- 千鳥のクセがスゴいネタGP（2020年8月15日、フジテレビ）
- 沼にハマってきいてみた（2020年9月19日、NHK Eテレ）
- 陣内バカリのピン芸人アップデート大作戦（2022年10月10日、フジテレビ）
- ネプリーグ（2022年10月24日・11月21日、フジテレビ）
- Qさま!!（2023年10月16日、テレビ朝日）
- キョコロヒー（2023年10月23日、テレビ朝日）
- 激レアさんを連れてきた。（2024年7月22日、テレビ朝日）

### 情報番組
- めざましテレビ（2016年4月20日・2018年5月21日・7月5日・12月26日・2020年8月25日、フジテレビ）
- シューイチ（2017年1月8日・2020年5月24日・2024年1月1日、日本テレビ）
- ZIP!（2017年9月7日・2018年7月5日、日本テレビ）
- サンデーステーション（2018年7月1日、テレビ朝日）
- 日テレNEWS24（2018年7月24日、日本テレビ）
- かんさい情報ネットten.（2018年7月25日、読売テレビ）
- おはよう朝日です（2018年8月13日、朝日放送テレビ）
- てれビタ（2018年8月13日、熊本県民テレビ）
- news zero（2018年9月18日、日本テレビ）
- ビビット（2018年9月24日、TBSテレビ）
- おはよう!輝き世代（2018年10月14日、KBS京都）

### ミュージックビデオ
- 世界はあなたに笑いかけている（Little Glee Monster、2018年8月1日）

### CM
- コカ・コーラ（2018年8月、カラーボトル紫色担当）
- ドデカミン（2019年7月、アサヒ飲料）
- FUJIFILM（2019年8月、写プライズしよう。編）
- トンボ鉛筆（2019年9月、PitAirmini）

### ラジオ
- ほんまもん!原田年晴です（2018年6月26日、ラジオ大阪）
- BRUNCH STYLE（2018年7月4日、ZIP-FM）
- あなたとハッピー!（2018年9月3日、ニッポン放送）
- モーニングアベニュー（2018年9月10日、FM aiai）
- クリエイターズ（2019年10月3日 - 2020年3月19日、東海ラジオ）木曜MC
- アシタノカレッジ（2022年7月 - 2023年9月、TBSラジオ）準レギュラー

### 舞台
- 舞台『AGASA-アガサ-』完璧な殺人鬼（2024年12月12日、EX THEATER ROPPONGI）[27]

### その他
- 投稿!DO画くん（2016年9月6日、NHK総合）
- さきどりBose（33.・34. 2017年9月18日・2017年9月25日、GYAO!）